# Michèle Mouton
Michèle Mouton (ur. 23 czerwca 1951 w Grasse) – francuska zawodniczka startująca w rajdach samochodowych. Wicemistrzyni świata z 1982 roku i mistrzyni Republiki Federalnej Niemiec z 1986.
W 1974 roku Mouton zadebiutowała w Rajdowych Mistrzostwach Świata. Pilotowana przez Annie Arrii i jadąca Alpine-Renault A110 1800 zajęła wówczas 12. miejsce w klasyfikacji generalnej Rajdu Monte Carlo (1. w grupie 3.). W 1981 roku jadąc fabrycznym Audi Quattro (pilotowana przez Fabrizię Pons po raz pierwszy wzięła udział w pełnym cyklu mistrzostw świata. W Rajdzie San Remo jako pierwsza kobieta stanęła na najwyższym stopniu podium wyprzedzając Henriego Toivonena i Antonia Fassinę. W 1982 roku Mouton wywalczyła z Pons wicemistrzostwo świata. Zdobyła 97 punktów (o 12 mniej niż Walter Röhrl) i wygrała 3 rajdy: Rajd Portugalii, Rajd Grecji i Rajd Brazylii. W 1984 roku wygrała amerykańskie zawody Pikes Peak International Hill Climb, a w 1985 roku ponownie okazała się w nich najlepsza bijąc rekord trasy. W 1986 roku zakończyła rajdową karierę po rozwiązaniu grupy B i śmiertelnym wypadku Toivonena. Wystartowała łącznie w 50 rajdach Mistrzostw Świata, wygrała 4 z nich, dziewięciokrotnie stała na podium. Zdobyła łącznie 229 punktów.
W 1975 roku Mouton wystartowała w 24-godzinnym wyścigu Le Mans. Wraz z Christine Dacremont i Marianne Hoepfner tworzyła kobiecy zespół, który jadąc Simką zajął 21. miejsce (1 w swojej klasie).
W 2010 roku Mouton została wybrana Przewodniczącą Komisji Kobiecych Sportów Motorowych z ramienia Fédération Internationale de l'Automobile.

## Występy w mistrzostwach świata
| Rok  | Rajd                          | Pilot             | Samochód                 | Pozycja                           |
| ---- | ----------------------------- | ----------------- | ------------------------ | --------------------------------- |
| 1974 | Rajd Korsyki                  | Annie Arrii       | Alpine-Renault A110 1800 | 12. miejsce (1. miejsce w gr. 3)  |
| 1975 | Rajd Korsyki                  | Françoise Conconi | Alpine-Renault A110 1800 | 7. miejsce (1. miejsce w gr. 3)   |
| 1976 | Rajd Monte Carlo              | Françoise Conconi | Alpine-Renault A110 1800 | 11. miejsce (2. miejsce w gr. 3)  |
| 1976 | Rajd Korsyki                  | Françoise Conconi | Alpine-Renault A310 V6   | nie ukończyła                     |
| 1977 | Rajd Monte Carlo              | Françoise Conconi | Autobianchi A112 Abarth  | 24. miejsce (5. miejsce w gr. 2)  |
| 1977 | Rajd Korsyki                  | Françoise Conconi | Fiat 131 Abarth          | 8. miejsce                        |
| 1978 | Rajd Monte Carlo              | Françoise Conconi | Lancia Stratos HF        | 7. miejsce (5. miejsce w gr. 4)   |
| 1978 | Rajd Korsyki                  | Françoise Conconi | Fiat 131 Abarth          | 5. miejsce                        |
| 1979 | Rajd Monte Carlo              | Françoise Conconi | Fiat 131 Abarth          | 7. miejsce                        |
| 1979 | Rajd Korsyki                  | Françoise Conconi | Fiat 131 Abarth          | 5. miejsce                        |
| 1980 | Rajd Monte Carlo              | Annie Arrii       | Fiat 131 Abarth          | 7. miejsce                        |
| 1980 | Rajd Korsyki                  | Annie Arrii       | Fiat 131 Abarth          | 5. miejsce                        |
| 1981 | Rajd Monte Carlo              | Fabrizia Pons     | Audi Quattro             | nie ukończyła                     |
| 1981 | Rajd Portugalii               | Fabrizia Pons     | Audi Quattro             | 4. miejsce (3. miejsce w gr. 4)   |
| 1981 | Rajd Korsyki                  | Fabrizia Pons     | Audi Quattro             | nie ukończyła                     |
| 1981 | Rajd Grecji                   | Fabrizia Pons     | Audi Quattro             | nie ukończyła                     |
| 1981 | Rajd Finlandii                | Fabrizia Pons     | Audi Quattro             | 13. miejsce (12. miejsce w gr. 4) |
| 1981 | Rajd San Remo                 | Fabrizia Pons     | Audi Quattro             | 1. miejsce (1. miejsce w gr. 4)   |
| 1981 | Rajd Wielkiej Brytanii        | Fabrizia Pons     | Audi Quattro             | nie ukończyła                     |
| 1982 | Rajd Monte Carlo              | Fabrizia Pons     | Audi Quattro             | nie ukończyła                     |
| 1982 | Rajd Szwecji                  | Fabrizia Pons     | Audi Quattro             | 5. miejsce (4. miejsce w gr. 4)   |
| 1982 | Rajd Portugalii               | Fabrizia Pons     | Audi Quattro             | 1. miejsce (1. miejsce w gr. 4)   |
| 1982 | Rajd Korsyki                  | Fabrizia Pons     | Audi Quattro             | 7. miejsce (7. miejsce w gr. 4)   |
| 1982 | Rajd Grecji                   | Fabrizia Pons     | Audi Quattro             | 1. miejsce (1. miejsce w gr. 4)   |
| 1982 | Rajd Nowej Zelandii           | Fabrizia Pons     | Audi Quattro             | nie ukończyła                     |
| 1982 | Rajd Brazylii                 | Fabrizia Pons     | Audi Quattro             | 1. miejsce (1. miejsce w gr. 4)   |
| 1982 | Rajd Finlandii                | Fabrizia Pons     | Audi Quattro             | nie ukończyła                     |
| 1982 | Rajd San Remo                 | Fabrizia Pons     | Audi Quattro             | 4. miejsce (4. miejsce w gr. 4)   |
| 1982 | Rajd Wybrzeża Kości Słoniowej | Fabrizia Pons     | Audi Quattro             | nie ukończyła                     |
| 1982 | Rajd Wielkiej Brytanii        | Fabrizia Pons     | Audi Quattro             | 2. miejsce (24. miejsce w gr. 4)  |
| 1983 | Rajd Monte Carlo              | Fabrizia Pons     | Audi Quattro A1          | nie ukończyła                     |
| 1983 | Rajd Szwecji                  | Fabrizia Pons     | Audi Quattro A1          | 4. miejsce (4. miejsce w gr. B)   |
| 1983 | Rajd Portugalii               | Fabrizia Pons     | Audi Quattro A1          | 2. miejsce (2. miejsce w gr. B)   |
| 1983 | Rajd Safari                   | Fabrizia Pons     | Audi Quattro A1          | 3. miejsce (3. miejsce w gr. B)   |
| 1983 | Rajd Korsyki                  | Fabrizia Pons     | Audi Quattro A2          | nie ukończyła                     |
| 1983 | Rajd Grecji                   | Fabrizia Pons     | Audi Quattro A2          | nie ukończyła                     |
| 1983 | Rajd Nowej Zelandii           | Fabrizia Pons     | Audi Quattro A2          | nie ukończyła                     |
| 1983 | Rajd Argentyny                | Fabrizia Pons     | Audi Quattro A2          | 3. miejsce (3. miejsce w gr. B)   |
| 1983 | Rajd Finlandii                | Fabrizia Pons     | Audi Quattro A2          | 16. miejsce (11. miejsce w gr. B) |
| 1983 | Rajd San Remo                 | Fabrizia Pons     | Audi Quattro A2          | 7. miejsce (7. miejsce w gr. B)   |
| 1983 | Rajd Wielkiej Brytanii        | Fabrizia Pons     | Audi Quattro A2          | nie ukończyła                     |
| 1984 | Rajd Szwecji                  | Fabrizia Pons     | Audi Quattro A2          | 2. miejsce (2. miejsce w gr. B)   |
| 1984 | Rajd Safari                   | Fabrizia Pons     | Audi Quattro A2          | nie ukończyła                     |
| 1984 | Rajd Grecji                   | Fabrizia Pons     | Audi Sport Quattro       | nie ukończyła                     |
| 1984 | Rajd Finlandii                | Fabrizia Pons     | Audi Sport Quattro       | nie ukończyła                     |
| 1984 | Rajd Wielkiej Brytanii        | Fabrizia Pons     | Audi Sport Quattro       | 4. miejsce (4. miejsce w gr. 4)   |
| 1985 | Rajd Wybrzeża Kości Słoniowej | Arne Hertz        | Audi Sport Quattro       | nie ukończyła                     |
| 1986 | Rajd Monte Carlo              | Terry Harryman    | Peugeot 205 Turbo 16     | nie ukończyła                     |
| 1986 | Rajd Korsyki                  | Fabrizia Pons     | Peugeot 205 Turbo 16     | nie ukończyła                     |